# 黃錦燊
黃錦燊（英語：Melvin Wong Kam Sang，1949年1月29日—），前無綫電視男藝員。他於1970年代加入香港娛樂圈，1990年代末轉職大律師。在2018年重投幕前演出之前由2000年代中期起擔任香港中文大學醫學院藥劑學客座副教授。現時為醫學院的藥劑學顧問委員會擔任顧問。

## 背景
黃錦燊出身自美國一個華僑家庭，於中國廣東省台山市出生，祖籍台山白沙鎮潮境村，五歲起在三藩市唐人街長大，父親經營理髮店。他早年就讀一所華僑中文學校南僑學校（Nam Kue School），畢業於 Lowell High School 和加利福尼亞大學柏克萊分校。當他在1973年完成藥劑學學士後便轉到加州大學舊金山分校醫學中心完成藥劑學博士學位。他在大學期間曾在武館擔任國術助教。黃加入演藝圈之前曾在美國的醫院任職藥劑師數年。1978年進入演藝圈之後又在拍戲之餘攻讀法律課程，於1996年及1997年陸續取得法學學士與執業大律師資格。
他接觸娛樂圈的時間始於1974年。當時許冠傑參演《小英雄大鬧唐人街》，並在舊金山、黃任助教的武館取景。由於導演羅維及製片相中了懂功夫的黃錦燊，於是邀請黃客串電影裡的一個角色。在往後數年，他都會趁暑假到香港度假。其中在1976年，許冠傑正在拍攝電影《半斤八兩》，且邀請他演出「九叔」（石堅飾演）手下一角。黃錦燊便有機會認識去探班的陳欣健。適逢陳打算轉到電影界發展，有意開拍電影；結果邀請黃為幕後工作。自此，他正式在娛樂圈發展。同時當上模特兒。1977年透過亮相麗的電視綜藝節目《BANG BANG新靈感》而踏入電視界。不久更被安排主持青年節目《新一代》。他在1978年跳糟至佳藝電視，拍攝了首部電視劇集《名流情史》。後來佳藝電視倒閉，一位外國攝影師用了他作為服裝廣告美國「曼克頓恤」拍攝的模特兒。無綫電視劉芳剛管理的「菲林組」計劃尋找出演劇集《黑色報告》中記者一角的人選。最後組員從報紙上留意到黃所拍攝的服裝廣告，並決定起用黃作演員。黃錦燊於是在1978年轉投無綫電視，參演其第二部電視劇集《黑色報告》。
而黃錦燊的演藝事業到了1990年代暫時結束。他從1996年開始花了三年時間完成當年倫敦大學在香港舉辦的法學學士課程。當他取得大律師資格後正式轉任行當大律師，主打涉及過億元的商業糾紛、刑事及離婚案件。他及後在2008年當選中國大連市政協委員一職。此前亦出任過香港演藝人協會副會長和香港報業評議會前副會長。直至在2018年，他主動向香港大律師公會提出除牌要求，結束他自1999年起轉職大律師的19年司法生涯。同年復出參演無綫電視劇集《多功能老婆》。因獲得當時在北京工作的製作人陳寶華邀請，加上被劇本吸引，於是選擇向香港大律師公會提出除牌要求。

## 家庭生活
黃錦燊的妻子是香港知名演員趙雅芝，有一子及兩繼子；其中最小的兒子為親生，另兩位為趙跟黃姓前夫所生，所以兩繼子剛巧也是姓黃。另外，黃錦燊是香港賽馬會會員，曾與黃振南合夥擁有名下馬匹「盈然贏」、「時尚吉祥」、「時尚精英」、「時尚勁」、「時尚歡欣」。

## 專業資格
- 夏威夷及加州的註冊藥劑師
- 香港大律師公會會員（1997年）
- 英國大律師公會會員（1997年）

## 演出作品

### 電視劇

#### 佳藝電視
| 首播   | 劇集名稱 | 角色 | 備註 |
| 1978年 | 名流情史 |      |      |

#### 無綫電視
| 首播          | 劇集名稱       | 角色             | 備註       |
| 1978年        | 黑色報告       | 江勵舟           |            |
| 1980年        | 山水有相逢     | 靳玉樓           |            |
| 1980年        | 輪流傳         | 林森             |            |
| 1980年        | 雙葉蝴蝶       |                  |            |
| 1980年        | 勢不兩立       | 林鏗             |            |
| 1981年        | 四季情         | 林永標           |            |
| 1981年        | 老虎甩鬚       | 姚民哀           |            |
| 1981年        | 女黑俠木蘭花   | 高翔             |            |
| 1982年        | 廉政先鋒第一輯 | 周博             |            |
| 1982年        | 將軍抽車       | 唐璜             |            |
| 1983年        | 夾心人         | 沈家亮           |            |
| 1994年        | 烈火狂奔       | 甘鈺章           |            |
| 1996年-1999年 | 真情           | 梁尚人           |            |
| 1996年-1999年 | 廉政行動1996   | 周展鵬           | 1996年播映 |
| 2001年        | 廉政追擊       | 周展鵬           |            |
| 2019年        | 多功能老婆     | 榮聲隆（Melvin） |            |

#### 香港電台
- 1978年：獅子山下〈四君子〉 飾 探長（香港電台）

#### 香港廉政公署
- 1981年：廉政先鋒第一輯 飾 Bob Chow（香港廉政公署）
- 1992年：廉政行動第一輯—鐵窗無情 飾 徐sir（香港廉政公署）

#### 台灣
- 1991年：賽金花 飾 洪鈞（台視）

#### ViuTV
- 2020年：熟女強人 飾 張祥（ViuTV）
- 2022年：野人老師 飾 顏兆康（大顏生）（ViuTV）

### 電影
| - 1974年：小英雄大鬧唐人街 飾 王錦焱 - 1976年：半斤八兩 - 1977年：狐蝠 飾 殺手 - 1976年：細雨敲我當 - 1978年：佛山贊先生 飾 梁贊 - 1978年：大搶特腸 - 1978年：Hello! 夜歸人 - 1978年：茄哩啡 - 1979年：神偷妙探手多多 - 1979年：牆內牆外 - 1980年：雙辣 - 1980年：錢作怪 - 1980年：地獄無門 - 1980年：喝采 飾 自己 - 1980年：發圍 - 1981年：連環大鬥法 - 1981年：千王鬥千霸 飾 郭勝 - 1981年：蠱 飾 黃錦燊 - 1981年：膽搏膽 - 1981年：老鼠街 - 1981年：撞板神探電子龜 - 1982年：血洗唐人街 - 1982年：獸心 - 1982年：養鬼 - 1982年：獵頭 - 1982年：越南仔 - 1982年：殺入愛情街 飾 豹Sir - 1983年：火拼油尖區 - 1983年：退休探長 - 1983年：空心大少爺 - 1984年：雙龍出海 - 1984年：靈氣逼人 飾 Robert - 1984年：淫種 飾 莫邪生 - 1984年：行錯姻緣路 飾 Peter - 1984年：好彩撞到你 - 1984年：夾心沙展 - 1984年：全家福 飾正男的未婚夫 - 1985年：皇家師姐 - 1985年：龍的心 飾 黃sir | - 1985年：夏日福星 飾 老馬 - 1985年：開心鬼放暑假 飾 大隻佬 - 1985年：平安夜 - 1986年：執法先鋒 - 1986年：初一十五 飾 李賓 - 1986年：霹靂大喇叭 - 1986年：國父孫中山與開國英雄 飾 陳炯明 - 1986年：奪寶計上計 - 1987年：東方禿鷹 飾 楊虎上校 - 1987年：魔鬼天使 - 1988年：皇家師姐III之雌雄大盜 飾 黃麥克 - 1988年：殺之戀 飾 曹立三 - 1988年：婚外情 飾 羅拔 - 1988年：三對鴛鴦一張床 - 1989年：城市判官 - 1989年：冲天小子 飾 周世傑 - 1989年：神勇飛虎霸王花 - 1989年：開心巨無霸 飾 高級督察 - 1989年：新最佳拍檔 飾 白手襪手下 - 1989年：省港雙龍 - 1989年：奇蹟 - 1989年：師姐大晒 - 1990年：老虎出更2 飾 Melvin - 1990年：獄中龍 - 1990年：血洗洪花亭 - 1990年：再戰江湖 - 1990年：玉梨魂 - 1990年：新半斤八兩 - 1990年：唯我獨尊 飾 劉Sir - 1991年：豪門夜宴 飾 賓客 - 1992年：賭鬼 - 1992年：她來自胡志明市 飾 喬老闆 - 1992年：風流家族 - 1992年：黑幫戰將 - 1992年：羔羊大律師 - 1992年：踩過界 - 1992年：夢醒時分 - 1992年：宇宙狙擊 - 1993年：新碧血劍 | - 1993年：風起雲湧之情迷香江 - 1993年：烏鼠之機密檔案 - 1993年：情迷香港 - 1993年：少年衛斯理之天魔之子 - 1993年：黑豹天下 飾 秋Sir - 1993年：禁忌性遊戲 飾 監獄長 - 1993年：郎心如鐵 飾 Mel - 1993年：危情羔羊 - 1993年：臥底風雲 - 1993年：妙探雙嬌 - 1993年：黑街舞男 - 1993年：夢斷危情 - 1993年：護花情狂 - 1993年：走佬威龍 飾 老黃 - 1993年：梟雄未路 - 1994年：疊影追凶 - 1994年：新同居時代 - 1994年：神鳳苗翠花 - 1994年：少年衛斯理II聖女轉生 - 1995年：賊王 - 1995年：真相 飾 曾警司 - 1995年：冇面俾 - 1995年：信有明天 飾 秦剛 - 1995年：落難賊鴛鴦 - 1995年：冒險遊戲 飾 夏澤信 - 1996年：食神 飾 薛家燕丈夫 - 1997年：省港第一殺手 - 1998年：辣妹 - 1998年：複製人 - 1998年：人肉叉燒包II天誅地滅 - 1999年：追金行動 飾 雷天 - 1999年：香港社會檔案之緝兇重案組 - 2000年：俠骨仁心 飾 SY Lam - 2000年：網路殺手 飾 沈文 - 2020年：墮落花 飾 傅餘先生 - 2023年：紮職2 - 2024年：海關戰線 |

## 主持作品
- 1977年：新一代 (麗的電視)

## 節目嘉賓
- 1977年：Bang Bang新靈感
- 1994年：江山如此多FUN
- 1997年：電視大贏家
- 1997年：人生交叉點
- 1997年：超級無敵獎門人之再戰江湖
- 2016年：望子成才
- 2018年：流行經典50年
- 2019年：Do姐有問題
- 2019年：今日VIP
- 2019年：流行經典50年

## 電影幕後製作
監製
- 1989年：省港雙龍
- 1993年：郎心如鐵

策劃
- 1985年：平安夜
- 1986年：霹靂大喇叭
- 1986年：雙龍吐珠

## 廣告
- 2015年至2019年：景鴻移民

## 外部連結
- 黃錦燊在互联网电影资料库（IMDb）上的資料（英文）
- 在AllMovie上黃錦燊的頁面（英文）
- 黃錦燊在香港影庫上的簡介
- 黃錦燊在豆瓣上的资料（简体中文）
- 黃錦燊在时光网上的簡介（简体中文）